# Maliattha inaequifascia
Maliattha inaequifascia är en fjärilsart som beskrevs av W. Warren 1913. Maliattha inaequifascia ingår i släktet Maliattha och familjen nattflyn. Inga underarter finns listade i Catalogue of Life.